# Blackwater (Misuri)
Blackwater es una ciudad ubicada en el condado de Cooper en el estado estadounidense de Misuri. En el Censo de 2010 tenía una población de 162 habitantes y una densidad poblacional de 190,7 personas por km².

## Geografía
Blackwater se encuentra ubicada en las coordenadas 38°58′45″N 92°59′31″O / 38.97917, -92.99194. Según la Oficina del Censo de los Estados Unidos, Blackwater tiene una superficie total de 0.85 km², de la cual 0.85 km² corresponden a tierra firme y (0%) 0 km² es agua.

## Demografía
Según el censo de 2010, había 162 personas residiendo en Blackwater. La densidad de población era de 190,7 hab./km². De los 162 habitantes, Blackwater estaba compuesto por el 95.06% blancos, el 1.85% eran afroamericanos, el 0.62% eran amerindios, el 0% eran asiáticos, el 0% eran isleños del Pacífico, el 0% eran de otras razas y el 2.47% pertenecían a dos o más razas. Del total de la población el 1.85% eran hispanos o latinos de cualquier raza.